# Hans von Gemmingen, genannt Giener
Hans von Gemmingen, genannt Giener war im 15. Jahrhundert Amtmann im Bruhrain. Er war Schwager des Bischofs Matthias von Rammung und wurde Vormund der Nachkommen von dessen Bruder Hans. 

## Leben
Er war der Sohn des Friedrich von Gemmingen, genannt Giener. 1430 erhielt er den 36. Teil des großen Weinzehnten in Bruchsal von Markgraf Jakob I. von Baden. 1440 empfing er für sich und seinen Bruder Dietrich den halben Getreidezehnten in Rohrbach am Gießhübel. Den Besitz des halben Getreidezehnten in Rohrbach betätigte er 1450 und 1477. Außerdem besaß er einen Hof in Rohrbach und Rechte in Eppingen. 1464 siegelte er den Verkauf der Badstube in Sinsheim von Schultheiß Flamm an Pfalzgraf Otto II. von Pfalz-Mosbach.
1465 begleitete er seinen Schwager, Bischof Matthias von Rammung, bei dessen Besitznahme in Landeck. Als 1468 der Bruder des Bischofs, Hans von Rammung, in Daisbach starb, wurde Hans von Gemmingen von der Pfalz mit Zustimmung des Bischofs zum Vormund des gleichnamigen Neffen Matthias Rammung bestellt. Nach dem Tod des Bischofs 1478 nahm Hans von Gemmingen neben Dompropst Ulrich von Helmstatt, Eitel von Sickingen, Hans von Helmstatt, Werner Horneck und Philipp von Angelach an der Weihe des nachfolgenden Bischofs Ludwig von Helmstatt teil. Wenig später leitete er die Huldigung des Bischofs in Udenheim. Nach dem Tod des jüngeren Matthias von Rammung († 1506), der mit Ursula von Rammung († 1503) verheiratet war, wurde ein Hans von Gemmingen erneut zum Vormund der Rammung-Nachkommen berufen.

## Familie
Hans von Gemmingen war wahrscheinlich zwei Mal verheiratet. Eine Ehe war mit Margaretha von Rammung, der Schwester des Bischofs Matthias von Rammung, die für 1464 belegt ist. Als weitere Ehefrau wird Katharina Münchin von Rosenberg genannt.
Nachkommen:
- Hans († 1503), verh. mit Margaretha Romekin
- Anna (aus der Ehe mit Katharina Münch von Rosenberg), 1485 auf dem Turnier von Ansbach und Hausfrau des Gabriel von Redwitz zu Theissendorff und Küps
- Barbara (auch aus der Ehe mit Katharina Münch von Rosenberg) ⚭ Bernhard von Angelach († 1511)